# Art Babbitt
Art Babbitt (* 8. Oktober 1907 als Arthur Harold Babitsky in Omaha, Nebraska; † 4. März 1992 in Los Angeles) war ein US-amerikanischer Zeichner, Animator und Trickfilm-Regisseur. Er arbeitete für die Walt Disney Company und ist der Erfinder der Comicfigur Goofy.

## Leben und Wirken
Babbitt trat seine erste Stelle als Trickfilmzeichner 1924 bei Medical Films and Commercials an. Fünf Jahre später wechselte er zu Terrytoons in New Rochelle und 1932 zu den Walt Disney Studios in Los Angeles. Dort wurde er bei internen Schulungen von Donald W. Graham unterrichtet. Neben der Entwicklung der Figur Goofy gehörte er zu den ersten Zeichnern von Donald Duck und wirkte an mehreren Mickey-Mouse-Filmen mit. Er übernahm außerdem die Verantwortung für Figuren in den Filmen Schneewittchen und die sieben Zwerge (böse Königin), Pinocchio (Geppetto) und Dumbo, der fliegende Elefant (Storch). 
Infolge seiner führenden Beteiligung an einem Streik der Angestellten geriet er ab 1941 in Konflikt mit seinem Arbeitgeber Disney und kündigte schließlich im Jahr 1947. Er arbeitete danach für verschiedene Unternehmen als Zeichner und Regisseur von Trickfilmen; seine letzte Anstellung hatte er in London bei Richard Williams. 1974 wurde Babbitt im Rahmen der Verleihung der Annie Awards für sein Lebenswerk mit dem Winsor McCay Award ausgezeichnet. Er starb 1992 im Alter von 84 Jahren in Los Angeles.